# Воеводин, Алексей Николаевич
Алексей Николаевич Воеводин (род. 9 августа 1970 года в селе «Совхоз имени Марата» Башмаковского района Пензенской области) — российский легкоатлет и тренер (спортивная ходьба), бронзовый олимпийский призёр 2004 года, призёр чемпионатов мира и Европы на дистанции 50 км, победитель Кубка мира по спортивной ходьбе (2002, 2004), чемпион России,  заслуженный мастер спорта России, кандидат в мастера спорта СССР по лыжным гонкам.
Начинал заниматься лыжным спортом в старших классах школы в посёлке Башмаково. По окончании школы в 1987 году поступил в Пензенский государственный педагогический институт имени В.Г. Белинского на факультет физического воспитания. В общежитии жил в одной комнате с ребятами, занимавшимися спортивной ходьбой, которые предложили Алексею попробовать себя в этом виде спорта.
Первый тренер — Александр Иванович Перевозчиков. В 1991 году Воеводин выполнил норматив мастера спорта. В 1992 году попал в молодёжную сборную страны. В главной сборной с 1995 года. С 2001 года тренировался у Виктора Чёгина.
Участвовал на одной Олимпиаде (2004), где завоевал бронзовую медаль на дистанции 50 км, за 250 метров до финиша обойдя китайского спортсмена.
В настоящее время Воеводин проживает в Пензе, занимается тренерской работой. Старший тренер по лёгкой атлетике Центра спортивной подготовки Пензенской области.
Жена — Юлия Воеводина, так же бывшая легкоатлетка, участница Олимпиады 2004 года (ходьба на 20 км), двое детей: сыновья Артём и Данила.